# Giulio Giuseppe Negri
Giulio Giuseppe Negri, noto anche con lo pseudonimo di Jerry Mason (1934 – 2019), è stato un giornalista italiano che si è dedicato al mondo del cinema con varie mansioni.
La sua opera di maggior rilievo è probabilmente il poliziesco La polizia ordina: sparate a vista, del 1976, di cui firma regia e soggetto.

## Filmografia

### Regista
- In un giorno pieno di sole (rimasto inedito) (1970)
- Quel paracul...pi di Rolando e Margherito (1974)[2], anche produttore, col nome di Jerry Mason (fonte)
- La polizia ordina: sparate a vista (1975)[3], come Jarry Mason
- Ricordi (1984)

### Direttore di produzione
- Allegri becchini... arriva Trinità, regia di Ferdinando Merighi (1973)
- Gli uccisori, regia di Fabrizio Taglioni (1977)
- Rand Rover, regia di Arduino Sacco (1978)
- Pè sempe, regia di Gianni Crea (1982)